# Der Fischerssohn, der Rappe und der Schimmel
Der Fischerssohn, der Rappe und der Schimmel ist ein Märchen. Es steht in Johann Wilhelm Wolfs Deutsche Hausmärchen an erster Stelle.

## Inhalt
Ein Fischer lebt gut mit seinen fünf Söhnen, dank eines grauen Männchens. Doch einmal ist das Netz leer. Das Männchen stellt ihn vor die Wahl, macht ihn reich im Tausch für den jüngsten Sohn. Der Sohn kommt in ein Schloss, darf alle Bücher lesen außer eines, den Rappen reiten, aber nie den Schimmel. Abends sieht er oft im Garten zwei Gestalten, eine weinende und einen Riesen. Das Männchen lobt ihn und mahnt, ja nicht auf seine Mutter zu hören. Die drängt ihn, als er sie besucht, doch das Buch zu lesen. Er liest, dass eine Prinzessin in den Schimmel und die eine Gestalt verwünscht, der Riese ihr Vater ist. Das Männchen verstößt ihn. Er hütet eines Bauern Schweine, der ihm rät, den Berg mit dem Greifen zu meiden. Er aber hat in dem Buch gelesen, entreißt dem Greifen drei Federn, da ist er stark und kann fliegen. Er tötet den Greifen, entnimmt ihm ein Ei. Damit erlöst er König, Prinzessin und Schloss.

## Herkunft
Der Titel Der Fischerssohn, der Rappe und der Schimmel ist bei Wolf nicht mit einem Sternchen (*) versehen, was laut seiner Vorrede anzeigt, dass er selbst den Text ausarbeitete. Der Erzähler meint zuletzt, man solle doch in Jugenheim den Tagelöhner Hans fragen, was aus dem Männchen wurde. Graue Männchen sind in Wolfs Märchen oft hilfreich, hier ambivalent, vgl. zum Teufelspakt Das graue Männchen. Es hat ein Zauberbuch, doch fehlt ein Kampf der Zauberer wie in Bechsteins Der Zauberwettkampf. Das Greifenei lässt an ein Herz des Unholds (ATU 302) denken, wie in Grimms Die drei Schwestern, Die Kristallkugel, Bechsteins Der Mann ohne Herz. Schlosserlösungen sind bei Wolf häufig, so schon in den folgenden Das Schneiderlein und die drei Hunde, Die Prinzessin von Tiefenthal, Von den achtzehn Soldaten.